# Pócsai András
Pócsai András (Bánffyhunyad, 1934. január 23. – Kolozsvár, 2021. április 20.) erdélyi magyar festő, grafikus, rajztanár.

## Élete
1955 és 1958 között a kolozsvári népművészeti iskolában tanult.  
1969-ben a kolozsvári Képzőművészeti Főiskola pedagógiai szakán szerzett rajztanári, grafikus végzettséget Forró Antal tanítványaként. Azután rajztanárként dolgozott Túrterebesen, 1975-től Szilágy megyei iskolákban (Szilágybagos, Szilágynagyfalu), majd 1983-tól Kolozsváron 1994-es nyugdíjazásáig.

## Munkássága
A tanárság mellett intenzíven foglalkozott a festészettel is. Több nemzetközi alkotótáborban dolgozott, számos csoportos és egyéni kiállításon vett részt. Művei megtalálhatók erdélyi, magyarországi, görögországi, olaszországi és amerikai  magángyűjteményekben, a csíkszeredai múzeum, valamint a vajai Vay Ádám Múzeum gyűjteményében is.